# Lowry (Einheit)
Lowry war eine Masseneinheit (Gewicht) und Kohlenmaß. Das Maß leitete sich von der Eisenbahn-Lore, einem offenen mit niederen Kasten versehenen Transportfahrzeug, ab.
- 1 Lowry = 90 Zentner = 4500 Kilogramm

Später hatte ein Lowry 10 Tonnen.